# 回到15歲
《回到15歲》（英語：55:15 Never Too Late），為泰國Disney+ Hotstar於2021年12月6日起播出的奇幻電視劇，由Nanon、Piploy、Khaotung、Kay及View主演。
此劇由GMMTV製作，在2020年12月GMMTV的「The New Decade Begins」活動上公開先導預告片。其後，此劇於2021年12月在Disney+ Hotstar首播，2022年1月終映；並於2022年1月在GMM 25電視台首播，同年2月終映。

## 劇情簡介
劇情講述五個人的故事，他們在55歲時發生了翻天覆地的變化，發現自己的生活由15歲重新開始。到底他們回到過去，想糾正錯誤的人生決定時，面臨甚麼挑戰？

## 演員陣容
註：括號內的演員姓名為小名。

### 主要人物
- 格拉帕·格潘（Nanon）飾演 San（15歲）
- 瓦蘇·桑辛凱（Jeep）飾演 San（55歲）
- 甘雅拉·露安瓏（Piploy）飾演 Jaya（15歲）
- 辛賈·潘妮特（英语：Sinjai Plengpanich）（Nok）飾演 Jaya（55歲）
- 塔納瓦·拉達納奇派山（Khaotung）飾演 Songphon（15歲）
- 松希·努諾卡空希（英语：Songsit Roongnophakunsri）（Kob）飾演 Songphon / Paul（55歲）
- 凱·樂希迪柴（Kayavine）飾演 Amonthep（15歲）
- 阿瑪霖·尼瑅布漢 飾演 Amonthep（55歲）
- 彬雅帕·珍帕誦（View）飾演 Jarunee（15歲）
- 卡拉·波拉西特 飾演 Jarunee（55歲）

### 其他人物
- 帕文·庫卡拉尼亞維奇（Win）飾演 Phiphu
- 維拉育特·查蘇克（Arm）飾演 Bomb
- 蘇莉婭蕾·亞卡蕾（Prigkhing）飾演 Noinae
- 普麗雅帕特·洛蘇萬西里（Earn）飾演 Joom
- 普莉款·彭莎功（Bimbeam）飾演 Kiki
- 塔文岸·阿努庫帕拉瑟（Sea）飾演 Pungpond
- 娜帕誦·薇拉尤蒂萊（Puimek）飾演 Prim
- 納塔里·瓦拉功勒希（Marc）飾演 Pruek
- 阿玉松·瑪尼提（Yong Armchair）飾演 Mathee

### 客串演出
- 皮拉帕·瓦塔纳汕西瑞（Earth）饰演 自己
- 萨哈帕·翁拉齐（Mix）饰演 自己

## 劇集原聲帶
| 歌名              | 歌手                | 來源  |
| ----------------- | ------------------- | ----- |
| Never Too Late    | 塔納瓦·拉達納奇派山 | [ 4 ] |
| ถ้าวันนั้น（If Only） | 阿藍·阿薩蘇布薩坤   | [ 5 ] |

## 劇集迴響

### 泰國電視收視率
- 收視最低的集數以藍色表示，收視最高的集數以紅色表示，而空格則表示該集的收視沒有相關數據。

| 集數 No.   | 播放日期      | 播放時段 (UTC+07:00) | 平均收視率 | 來源   |
| ---------- | ------------- | -------------------- | ---------- | ------ |
| 1          | 2022年1月5日  | 星期三 20:30         | 0.191      | [ 6 ]  |
| 2          | 2022年1月6日  | 星期四 20:30         | 0.134      | [ 7 ]  |
| 3          | 2022年1月12日 | 星期三 20:30         | 0.134      | [ 8 ]  |
| 4          | 2022年1月13日 | 星期四 20:30         | 0.1        |        |
| 5          | 2022年1月19日 | 星期三 20:30         | 0.132      | [ 9 ]  |
| 6          | 2022年1月20日 | 星期四 20:30         | 0.047      | [ 10 ] |
| 7          | 2022年1月26日 | 星期三 20:30         | 0.044      | [ 11 ] |
| 8          | 2022年1月27日 | 星期四 20:30         | 0.049      | [ 12 ] |
| 9          | 2022年2月2日  | 星期三 20:30         | 0.075      | [ 13 ] |
| 10         | 2022年2月3日  | 星期四 20:30         | 0.115      | [ 14 ] |
| 11         | 2022年2月9日  | 星期三 20:30         | 0.076      | [ 15 ] |
| 12         | 2022年2月10日 | 星期四 20:30         | 0.053      | [ 16 ] |
| 13         | 2022年2月16日 | 星期三 20:30         | 0.043      | [ 17 ] |
| 14         | 2022年2月17日 | 星期四 20:30         | 0.033      | [ 18 ] |
| 15         | 2022年2月23日 | 星期三 20:30         | 0.045      | [ 19 ] |
| 16         | 2022年2月24日 | 星期四 20:30         | 0.064      | [ 20 ] |
| 平均收視率 | 平均收視率    | 平均收視率           | 0.083      | 1      |

^1  基於每集的平均觀眾份額。

## 外部連結
- GMMTV 官方網站（泰文）
- YouTube上的《回到15歲》播放列表
- MyDramaList劇集介紹及劇評 （页面存档备份，存于）（英文）
- 豆瓣电影上《回到15歲》的資料 （简体中文）